# Morten Cramer
Morten Cramer (født 7. november 1967) er dansk fodboldmålmand, der tidligere spillede i Superligaklubben Brøndby IF, hvor han også fungererede som målmandstræner. Han har sideløbende med sit fodboldspil haft en karriere som politimand.

## Eksterne Henvisninger
- Morten Cramers spillerprofil i DBU's Landsholdsdatabase
- Morten Cramers spillerprofil på Transfermarkt (engelsk)
- Morten Cramers trænerprofil på Transfermarkt (engelsk)
- Morten Cramers profil hos FootballDatabase.eu (engelsk)